# Steve Montador
Steve Montador, född 21 december 1979 i Vancouver, British Columbia, död 15 februari 2015 i Mississauga, Ontario, var en kanadensisk professionell ishockeyspelare som tillbringade tio säsonger i den nordamerikanska ishockeyligan National Hockey League (NHL), där han spelade för ishockeyorganisationerna Calgary Flames, Florida Panthers, Anaheim Ducks, Boston Bruins, Buffalo Sabres och Chicago Blackhawks. Han producerade 131 poäng (33 mål och 98 assists) samt drog på sig 807 utvisningsminuter på 571 grundspelsmatcher. Han spelade också för Medveščak Zagreb i Kontinental Hockey League (KHL) och på lägre nivåer för Saint John Flames och Rockford IceHogs i American Hockey League (AHL), Scorpions de Mulhouse i Ligue Magnus (LM) och North Bay Centennials, Erie Otters och Peterborough Petes i OHL.
Han blev aldrig draftad av någon NHL-organisation.
Den 15 februari 2015 avled Montador av för tillfället oklara omständigheter. Det framkom i en intervju den 8 mars 2013 att han led av allvarliga hjärnskakningssymtom som han ådrog sig från först en tackling i matchen mellan Blackhawks och Colorado Avalanche den 7 februari 2012 och det höll honom ur spel fram till 27 mars när Blackhawks mötte New Jersey Devils. Under matchen fick han en ny tackling som resulterade i en ny hjärnskakning och den här gången med allvarliga hjärnskakningssymtom till följd. Under försöken med att komma tillbaka så drabbades han även av depressioner men trots det så skrev han på för spel i AHL och KHL i förhoppning om att få återvända till NHL en dag, dock var försöken förgäves. Han slutade officiellt den 14 oktober 2013.

## Statistik
| 1995–1996  | St. Michael's Buzzers | OPJHL      | 46  | 3  | 16  | 19  | 145 | 7  | 1 | 2 | 3 | 10 |
| 1996–1997  | North Bay Centennials | OHL        | 63  | 7  | 28  | 35  | 129 | —  | — | — | — | —  |
| 1997–1998  | North Bay Centennials | OHL        | 37  | 5  | 16  | 21  | 54  | —  | — | — | — | —  |
|            | Erie Otters           | OHL        | 26  | 3  | 17  | 20  | 35  | 7  | 1 | 1 | 2 | 9  |
| 1998–1999  | Erie Otters           | OHL        | 61  | 9  | 33  | 42  | 114 | 5  | 0 | 2 | 2 | 4  |
| 1999–2000  | Peterborough Petes    | OHL        | 64  | 14 | 42  | 56  | 97  | 5  | 0 | 2 | 2 | 4  |
|            | Saint John Flames     | AHL        | —   | —  | —   | —   | —   | 2  | 0 | 0 | 0 | 0  |
| 2000–2001  | Saint John Flames     | AHL        | 58  | 1  | 6   | 7   | 95  | 19 | 0 | 8 | 8 | 13 |
| 2001–2002  | Calgary Flames        | NHL        | 11  | 1  | 2   | 3   | 26  | —  | — | — | — | —  |
|            | Saint John Flames     | AHL        | 67  | 9  | 16  | 25  | 107 | —  | — | — | — | —  |
| 2002–2003  | Calgary Flames        | NHL        | 50  | 1  | 1   | 2   | 114 | —  | — | — | — | —  |
|            | Saint John Flames     | AHL        | 11  | 1  | 7   | 8   | 20  | —  | — | — | — | —  |
| 2003–2004  | Calgary Flames        | NHL        | 26  | 1  | 2   | 3   | 50  | 20 | 1 | 2 | 3 | 6  |
| 2004–2005  | Scorpions de Mulhouse | LM         | 15  | 1  | 7   | 8   | 69  | —  | — | — | — | —  |
| 2005–2006  | Calgary Flames        | NHL        | 7   | 1  | 0   | 1   | 11  | —  | — | — | — | —  |
|            | Florida Panthers      | NHL        | 51  | 1  | 5   | 6   | 68  | —  | — | — | — | —  |
| 2006–2007  | Florida Panthers      | NHL        | 72  | 1  | 8   | 9   | 119 | —  | — | — | — | —  |
| 2007–2008  | Florida Panthers      | NHL        | 73  | 8  | 15  | 23  | 73  | —  | — | — | — | —  |
| 2008–2009  | Anaheim Ducks         | NHL        | 65  | 4  | 16  | 20  | 125 | —  | — | — | — | —  |
|            | Boston Bruins         | NHL        | 13  | 0  | 1   | 1   | 18  | 11 | 1 | 2 | 3 | 18 |
| 2009–2010  | Buffalo Sabres        | NHL        | 78  | 5  | 18  | 23  | 75  | 6  | 1 | 0 | 1 | 4  |
| 2010–2011  | Buffalo Sabres        | NHL        | 73  | 5  | 21  | 26  | 83  | 6  | 0 | 1 | 1 | 8  |
| 2011–2012  | Chicago Blackhawks    | NHL        | 52  | 5  | 9   | 14  | 45  | —  | — | — | — | —  |
| 2012–2013  | Rockford IceHogs      | AHL        | 14  | 2  | 3   | 5   | 13  | —  | — | — | — | —  |
| 2013–2014  | Medveščak Zagreb      | KHL        | 11  | 0  | 3   | 3   | 33  | —  | — | — | — | —  |
| NHL totalt | NHL totalt            | NHL totalt | 571 | 33 | 98  | 131 | 807 | 43 | 3 | 5 | 8 | 36 |
| KHL totalt | KHL totalt            | KHL totalt | 11  | 0  | 3   | 3   | 33  | —  | — | — | — | —  |
| AHL totalt | AHL totalt            | AHL totalt | 150 | 13 | 32  | 45  | 235 | 21 | 0 | 8 | 8 | 13 |
| LM totalt  | LM totalt             | LM totalt  | 15  | 1  | 7   | 8   | 69  | —  | — | — | — | —  |
| OHL totalt | OHL totalt            | OHL totalt | 251 | 38 | 136 | 174 | 429 | 17 | 1 | 5 | 6 | 17 |